# Viktor Novojilov
Viktor Novojilov (n. 5 iunie 1950, Leningrad, RSFS Rusă, URSS – d. 1991) a fost un luptător sovietic, medaliat olimpic. A participat la o ediție a Jocurilor Olimpice (1976) în care a câștigat o medalie de argint.

## Participări
Lista de mai jos prezintă principalele competiții la care a participat Viktor Novojilov de-a lungul carierei.
- wrestling at the 1976 Summer Olympics – men's freestyle 82 kg[*]